# Les aventures de Toby Nelson
Les aventures de Toby Nelson (títol original en anglès, The Little Convict) és una pel·lícula dramàtica australiana de 1979 que combina animació i imatge real produïda i dirigida per Yoram Gross, escrita per John Palmer i basada en una història de Gross. El músic i actor Rolf Harris es va ocupar de la narració de la pel·lícula i l'anava combinant amb narracions i cançons. Es va doblar al català.
La pel·lícula va ser un dels primers llargmetratges d'animació de Gross, i va decidir barrejar animació i imatge real, en un estil híbrid similar a les produccions recents de Hollywood.
El tema de la pel·lícula que presenta la relació dels condemnats i aborígens ha estat considerada realista, i s'ha esmentat en algunes discussions erudites.